# PT-85
PT-85 신흥(新興) 또는 82식 경전차는 조선민주주의인민공화국에서 개발한 수륙양용 경전차이다.

## 구조
PT-85 신흥은 VTT-323 장갑차의 차체 개조형에 PT-76의 포탑과 유사한 포탑을 탑재하고 있다. 무장은 85mm전차포를 장비하고 있으며, 부무장으로 수성포 대전차미사일을 장비한 차량도 확인된다.

## 계열 차량
PT-85는 현재까지 2가지 형식이 확인되었다.
- 보기륜 5개인 VTT-323의 차체를 사용한 기본형
- 차체가 연장되고 보기륜이 6개로 늘어났으며, 포탑옆에 탐조등을 설치한 차량과 포탑위에 수성포 한문을 장비한 차량(준마)이 확인되었다.